# Ellera (Camini)
Ellera è la frazione marina del Comune di Camini, in provincia di Reggio Calabria, distante 6,78 km dal paese e confinante con la frazione Monasterace marina di Monasterace, Caldarella di Stilo e Travatura di Camini.